# 메드보데

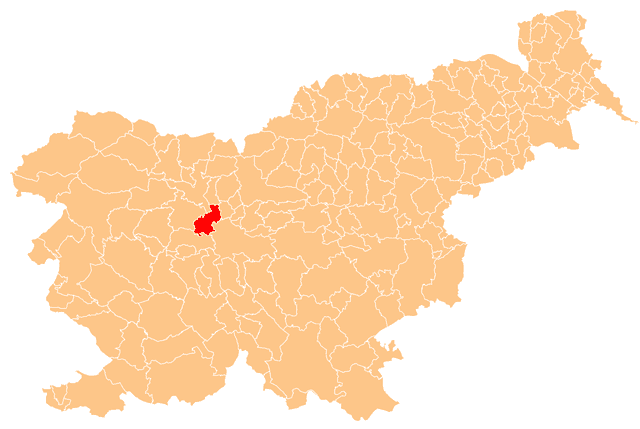
메드보데의 위치

메드보데(슬로베니아어: Medvode, 독일어: Zwischenwassern 츠비셴바세른[*])는 슬로베니아의 도시로 면적은 77.6km2, 높이는 313m, 인구는 14,161명(2002년 기준), 인구 밀도는 182.5명/km2이다.